# Vladimir Stojković
Pour les articles homonymes, voir Stojković.
Vladimir Stojković (en serbe en écriture cyrillique : Владимир Стојковић), né le 28 juillet 1983 à Loznica en Yougoslavie (aujourd'hui en Serbie), est un footballeur international serbe, évoluant au poste de gardien de but a Al-Fayha.

## Biographie
Vladimir Stojković est issu d'une famille de sportif, sa mère était handballeuse, son père gardien de but de football et son jeune frère est, lui aussi, gardien de but.
Pur produit de la formation de l'Étoile rouge de Belgrade, il débute en professionnel lors de la saison 2001-2002. Il est ensuite prêté au FK Leotar Trebinje, en championnat de Bosnie en 2003. Il joue quelques matchs et termine la saison champion de Bosnie-Herzégovine. De retour en Serbie, son club formateur ne compte pas sur lui et il décide de partir au FK Zemun. Après une saison et demie, ses performances attirent l'œil de son ancien club. Il décide alors de revenir à l'Étoile Rouge.
La saison 2005-2006 est couronnée de succès. Il réalise le doublé Coupe-Championnat avec son club. Alors qu'il dispute l'Euro espoirs, il est désigné capitaine de la sélection serbe en l'absence de Danko Lazović. La sélection est éliminée par l'Ukraine en demi-finale aux tirs au but (0-0 puis 4-5). Le mois suivant il est sélectionné pour être le troisième gardien de la sélection nationale derrière à la Coupe du monde 2006. Il n'entre pas en jeu mais joue son premier match de sélection le 16 août 2006 contre la République tchèque (3-1).
Il est alors recruté par le FC Nantes pour la saison 2006-2007. Il a la lourde tâche de remplacer Mickaël Landreau, parti au PSG. Le recrutement est ambitieux, Christian Wilhelmsson et Nourdin Boukhari, notamment font espérer une bonne saison des Canaris. Le mauvais début de saison accentue l'instabilité du club (3 changements d'entraîneurs et 4 gardiens utilisés en une saison). Le Serbe perd sa place au profit de Vincent Briant. Il est même exclu du groupe professionnel plusieurs fois par Serge Le Dizet. L'arrivée de Fabien Barthez en décembre le convainc de partir ; il est alors prêté 6 mois au Vitesse Arnhem, aux Pays-Bas. Il joue 8 matchs, le club termine 12e mais ne convainc pas ses dirigeants de le garder.
De retour à Nantes, le club a besoin de liquidités pour combler les frais de la descente en Ligue 2 et les dépenses faites la saison précédente ; le 11 juillet 2007, il s'engage pour le Sporting Clube de Portugal pour 1 million d'euros. Il débute bien la saison, notamment avec la victoire 1-0 en Supercoupe du Portugal contre le FC Porto le 11 août 2007. S'ensuivent de bon débuts avec la victoire 4-1 le 17 août 2007 contre l'Acadelica Coimbra. En octobre, il perd sa place au profit de Rui Patrício, l'entraîneur Paulo Bento le relègue 3e gardien. Il le sanctionne à cause d'un retour tardif de sélection.

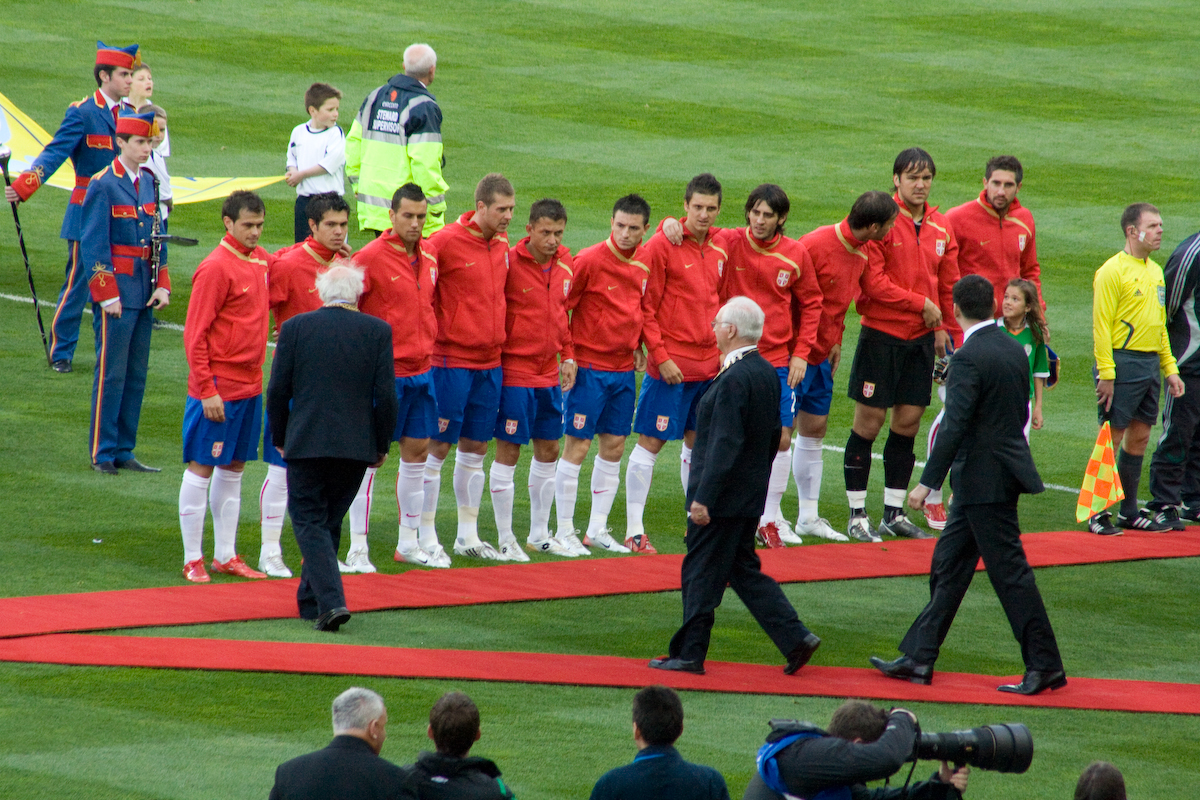
Vladimir Stojković (avant-dernier sur la droite) avec la Serbie en 2008

En juillet 2008, il fait un essai au Everton FC pour un transfert entre 2,5 et 3 millions d'euros; cet essai s'avère finalement non concluant. Il débute donc la saison 2008-2009 au Sporting, où il ne joue pas. En janvier 2009, il est prêté à Getafe CF, pour remplacer Roberto Abbondanzieri parti à Boca Juniors. Il débute en Liga le 12 avril 2009 lors de la victoire 1-0 contre le FC Séville. Il ne joue que 5 matchs et n'est pas conservé par le club espagnol.
Il est prêté en janvier 2010 au club anglais de Wigan pour compenser le départ de Richard Kingson pour la CAN 2010. En août 2010, il est à nouveau prêté dans son pays d'origine au Partizan Belgrade.
Malgré son statut de remplaçant en club, Stojković reste le gardien titulaire en sélection où il réalise des prestations en dents de scie. Le 9 septembre 2009, lors d'un match comptant pour les éliminatoires de la Coupe du monde 2010, il permet notamment à Thierry Henry et à la France d'égaliser en relâchant un ballon dans les pieds de l'attaquant barcelonais à la suite d'une frappe anodine de Nicolas Anelka.
Le 9 juin 2011, le Sporting annonce sur son site officiel la résiliation du contrat de Stojković.
Le 24 août 2016, il rejoint Nottingham Forest.

## Statistiques
| Saison                | Club                     | Championnat           | Championnat | Championnat | Coupe(s) nationale(s) | Coupe(s) nationale(s) | Supercoupe | Supercoupe | Compétition(s) continentale(s) | Compétition(s) continentale(s) | Compétition(s) continentale(s) | Serbie | Serbie | Total | Total |
| Saison                | Club                     | Division              | M.          | B.          | M.                    | B.                    | M.         | B.         | Comp.                          | M.                             | B.                             | M.     | B.     | M.    | B.    |
| 2001-2002             | Étoile rouge de Belgrade | Prva Liga             | 1           | 0           | -                     | -                     | -          | -          | -                              | -                              | -                              | -      | -      | 1     | 0     |
| 2002-2003             | Étoile rouge de Belgrade | Prva Liga             | 1           | 0           | -                     | -                     | -          | -          | -                              | -                              | -                              | -      | -      | 1     | 0     |
| 2003-2004             | Leotar Trebinje (prêt)   | Premier League        | 4           | 0           | -                     | -                     | -          | -          | C1                             | 4                              | 0                              | -      | -      | 8     | 0     |
| 2003-2004             | FK Zemun                 | Prva Liga             | 6           | 0           | -                     | -                     | -          | -          | -                              | -                              | -                              | -      | -      | 6     | 0     |
| 2004-2005             | FK Zemun                 | Prva Liga             | 28          | 0           | -                     | -                     | -          | -          | -                              | -                              | -                              | -      | -      | 28    | 0     |
| 2005-2006             | Étoile rouge de Belgrade | Prva Liga             | 22          | 0           | -                     | -                     | -          | -          | C3                             | 6                              | 0                              | -      | -      | 28    | 0     |
| 2006-2007             | FC Nantes Atlantique     | Ligue 1               | 10          | 0           | 1                     | 0                     | -          | -          | -                              | -                              | -                              | 6      | 0      | 17    | 0     |
| 2006-2007             | Vitesse Arnhem (prêt)    | Eredivisie            | 8+6         | 0           | -                     | -                     | -          | -          | -                              | -                              | -                              | 3      | 0      | 17    | 0     |
| 2007-2008             | Sporting Portugal        | Liga Bwin             | 9           | 0           | 3                     | 0                     | 1          | 0          | C1                             | 2                              | 0                              | 8      | 0      | 23    | 0     |
| 2008-2009             | Sporting Portugal        | Liga Sagres           | -           | -           | -                     | -                     | -          | -          | -                              | -                              | -                              | 4      | 0      | 4     | 0     |
| 2008-2009             | Getafe CF (prêt)         | Liga BBVA             | 5           | 0           | -                     | -                     | -          | -          | -                              | -                              | -                              | 4      | 0      | 9     | 0     |
| 2009-2010             | Sporting Portugal        | Liga Sagres           | -           | -           | -                     | -                     | -          | -          | C3                             | -                              | -                              | 4      | 0      | 4     | 0     |
| 2009-2010             | Wigan Athletic (prêt)    | Premier League        | 4           | 0           | 2                     | 0                     | -          | -          | -                              | -                              | -                              | 7      | 0      | 13    | 0     |
| 2010-2011             | Partizan Belgrade (prêt) | SuperLiga             | 26          | 0           | 4                     | 0                     | -          | -          | C1                             | 6                              | 0                              | 1      | 0      | 37    | 0     |
| 2011-2012             | Partizan Belgrade        | SuperLiga             | 25          | 0           | 3                     | 0                     | -          | -          | C1+C3                          | 3+1                            | 0                              | 2      | 0      | 34    | 0     |
| 2012-2013             | Partizan Belgrade        | SuperLiga             | 21          | 1           | -                     | -                     | -          | -          | C1+C3                          | 3+4                            | 0                              | 6      | 0      | 34    | 1     |
| 2013-2014             | Partizan Belgrade        | SuperLiga             | 14          | 0           | 3                     | 0                     | -          | -          | C3                             | 2                              | 0                              | 5      | 0      | 24    | 0     |
| 2013-2014             | Ergotelis Héraklion      | Superleague           | 11          | 0           | -                     | -                     | -          | -          | -                              | -                              | -                              | 4      | 0      | 15    | 0     |
| 2014-2015             | Maccabi Haïfa            | Ligat HaAl            | 26+9        | 0           | 6                     | 0                     | -          | -          | -                              | -                              | -                              | 7      | 0      | 48    | 0     |
| 2015-2016             | Maccabi Haïfa            | Ligat HaAl            | 23+8        | 0           | 6                     | 0                     | -          | -          | -                              | -                              | -                              | 7      | 0      | 44    | 0     |
| 2016-2017             | Nottingham Forest        | Championship          | 20          | 0           | 1                     | 0                     | -          | -          | -                              | -                              | -                              | 5      | 0      | 26    | 0     |
| 2017-2018             | Partizan Belgrade        | SuperLiga             | 20          | 0           | 1                     | 0                     | -          | -          | C3                             | 10                             | 0                              | 6      | 0      | 37    | 0     |
| Total sur la carrière | Total sur la carrière    | Total sur la carrière | 307         | 1           | 30                    | 0                     | 1          | 0          | -                              | 41                             | 0                              | 84     | 0      | 463   | 1     |

## Palmarès

### En équipe nationale
- 79 sélections avec l'équipe de Serbie depuis 2006.
- Euro espoirs :
  - Finaliste en 2004 (remplaçant).

### Avec l'Étoile Rouge de Belgrade
- Champion de Serbie-et-Monténégro en 2006.
- Vainqueur de la Coupe de Serbie-et-Monténégro en 2006.

### Avec le Sporting du Portugal
- Vainqueur de la Coupe du Portugal en 2008.
- Vainqueur de la Supercoupe du Portugal en 2007.
- Finaliste de la Carlsberg Cup en 2008.

### Avec le Partizan Belgrade
- Champion de Serbie en 2011, 2012 et 2013.
- Vainqueur de la Coupe de Serbie en 2011 et 2018.

### Avec le Maccabi Haïfa
- Vainqueur de la Coupe d'Israël en 2016.